# Turkovice
Turkovice (en allemand : Turkowitz) est une commune du district de Pardubice, dans la région de Pardubice, en République tchèque. Sa population s'élevait à 317 habitants en 2024.

## Géographie
Turkovice se trouve à 9 km à l'ouest de Heřmanův Městec, à 19 km au sud-ouest de Pardubice, à 35 km au sud-ouest de Hradec Králové et à 81 km à l'est de Prague.
La commune est limitée par Sovolusky et Urbanice au nord, par Holotín à l'est, par Bukovina u Přelouče et Podhořany u Ronova au sud, et par Semtěš à l'ouest.

## Histoire
La première mention écrite de la localité date de 1257.

## Galerie

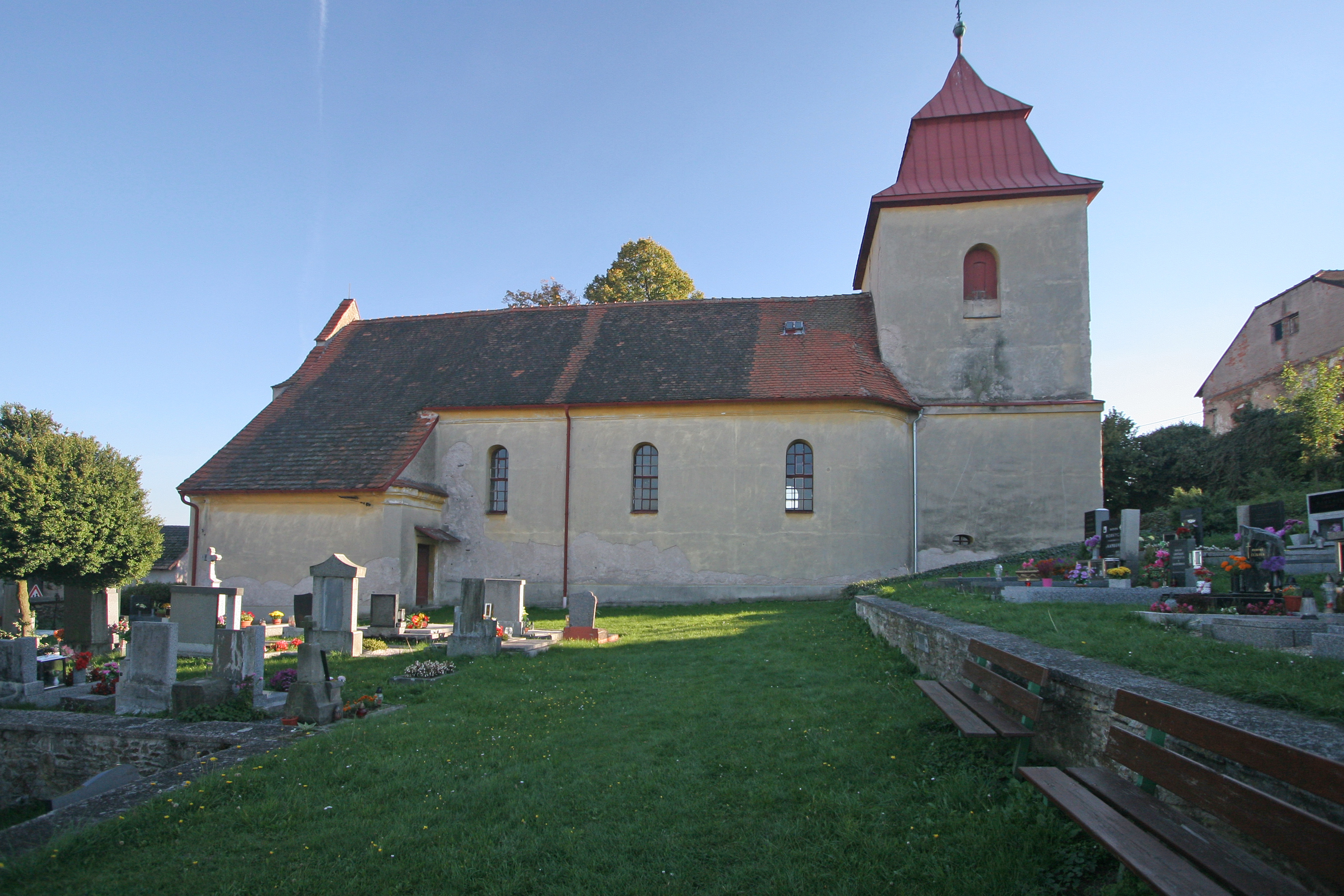
L'église Saint-Martin.
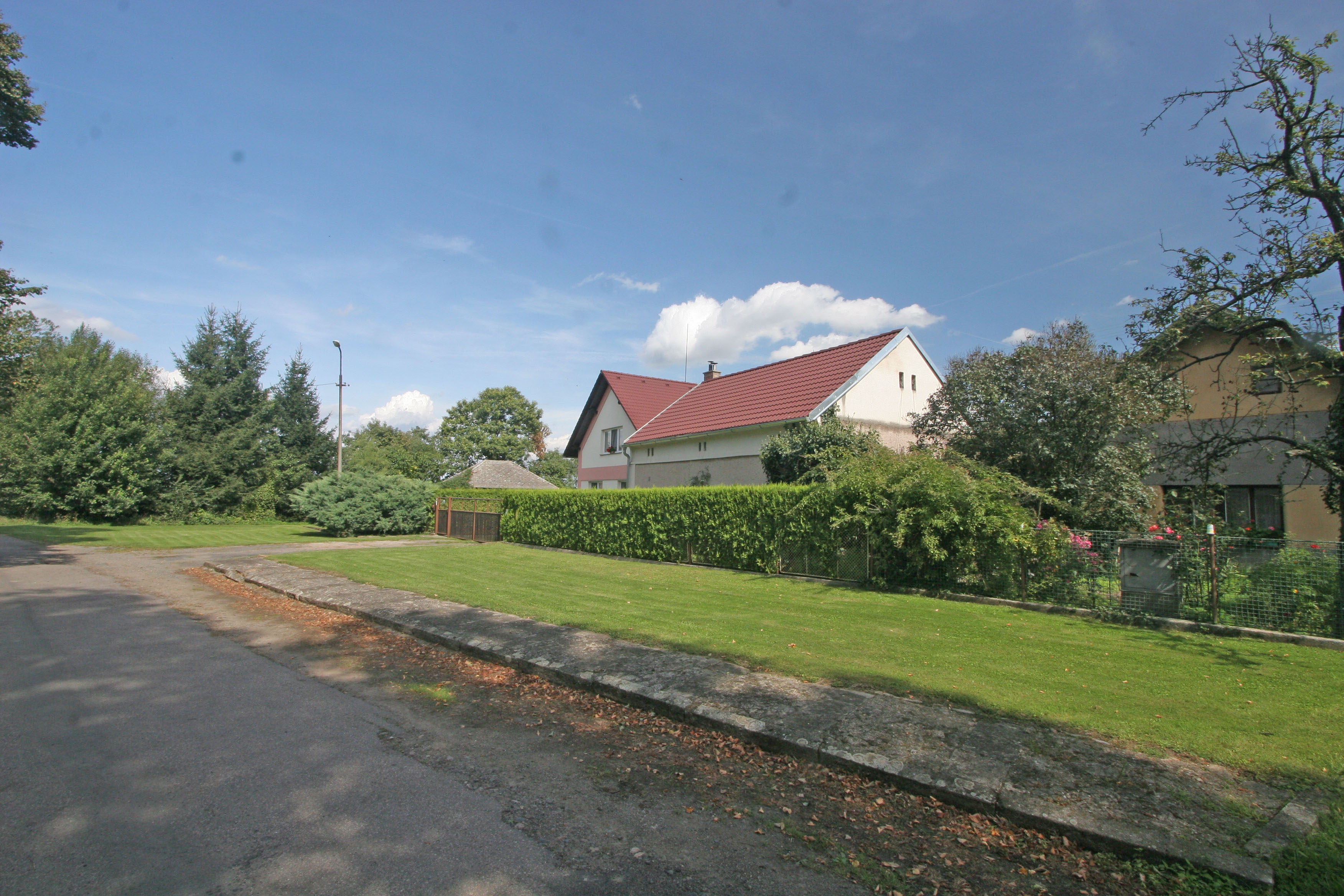
Bumbalka.

## Transports
Par la route, Turkovice se trouve à 12 km de Heřmanův Městec, à 24 km de Pardubice et à 108 km de Prague. 